# Крістіан Дейллі
Крістіан Дейллі (англ. Christian Dailly, нар. 23 жовтня 1973, Данді) — колишній шотландський футболіст, що грав на позиції захисника. Відомий, зокрема, виступами за «Вест Гем Юнайтед», а також національну збірну Шотландії.

## Клубна кар'єра
У дорослому футболі дебютував 1990 року виступами за команду клубу «Данді Юнайтед», в якій провів шість сезонів, взявши участь у 143 матчах чемпіонату. 
Згодом з 1996 по 2001 рік грав у складі команд клубів «Дербі Каунті» та «Блекберн Роверз».
Своєю грою за останню команду привернув увагу представників тренерського штабу клубу «Вест Гем Юнайтед», до складу якого приєднався 2001 року. Відіграв за клуб з Лондона наступні сім сезонів своєї ігрової кар'єри. Більшість часу, проведеного у складі «Вест Гем Юнайтед», був основним гравцем захисту команди.
Протягом 2007—2011 років захищав кольори клубів «Саутгемптон», «Рейнджерс», «Чарльтон Атлетик» та «Портсмут». Протягом цих років виборов титул чемпіона Шотландії.
Завершив професійну ігрову кар'єру у клубі «Саутенд Юнайтед», за команду якого виступав протягом 2011—2012 років.

## Виступи за збірні
Протягом 1990–1994 років залучався до складу молодіжної збірної Шотландії. На молодіжному рівні зіграв у 34 офіційних матчах.
1997 року дебютував в офіційних матчах у складі національної збірної Шотландії. Протягом кар'єри у національній команді, яка тривала 12 років, провів у формі головної команди країни 67 матчів, забивши 6 голів.
У складі збірної був учасником чемпіонату світу 1998 року у Франції.

## Титули і досягнення
«Данді Юнайтед»:
- Кубок Шотландії
  - Володар (1): 1993–94
  - Фіналіст (1): 1990–91

 «Вест Гем»:
- Кубок Англії
  - Фіналіст (1): 2005–06

 «Рейнджерс»:
- Чемпіонат Шотландії
  - Чемпіон (1): 2008–09
- Кубок Шотландії
  - Володар (2): 2007–08, 2008–09
- Кубок шотландської ліги
  - Володар (1): 2007–08
- Кубок УЄФА
  - Фіналіст (1): 2007–08